# Apex Predator – Easy Meat
Apex Predator – Easy Meat ist das 15. Studioalbum der britischen Grindcore-Band Napalm Death, das am 23. Januar 2015 bei Century Media erschien.

## Entstehung und Inhalt
Aufgenommen wurde das Album in den Parlour Studios im englischen Kettering, dem Studio Hostivar in Prag und in den Griffin Studios in Las Vegas. Produziert wurde Apex Predator – Easy Meat von Russ Russell. Ein Großteil der Texte wurde vom Einsturz der Rana-Plaza-Textilfabrik in Bangladesh am 24. April 2013 inspiriert, bei dem 1135 Menschen getötet und weitere 2438 verletzt wurden. Sänger Barney Greenway bezeichnete den Vorfall als eine große menschliche Tragödie, die weniger mediale Aufmerksamkeit und öffentliche Wahrnehmung erhielt, als sie sollte. Er kritisierte, dass in einigen Gegenden der Welt ein Menschenleben als weniger Wert gesehen wird, „besonders da, wo Menschenleben wie eine Müllhalde für alle anderen Menschen, die mehr Glück hatten und konsumieren können, behandelt wird“. Der Albumtitel setzt sich aus „Apex Predator“ (dt.: Raubtier ohne natürliche Feinde) als Symbol der wirtschaftlichen und gesellschaftlichen Eliten und „Easy Meat“ (dt.: einfaches Fleisch) als Symbol der von ihnen ausgebeuteten Menschen zusammen.

## Titelliste
1. Apex Predator – Easy Meat – 3:46
2. Smash a Single Digit – 1:25
3. Metaphorically Screw You – 2:05
4. How the Years Condemn – 2:43
5. Stubborn Stains – 3:02
6. Timeless Flogging – 2:26
7. Dear Slum Landlord... – 1:59
8. Cesspits – 3:33
9. Bloodless Coup – 2:31
10. Beyond the Pale – 3:03
11. Stunt Your Growth – 2:06
12. Hierarchies – 3:13
13. One-Eyed – 2:48
14. Adversarial / Copulating Snakes – 5:17

## Rezeption

### Rezensionen
Die Rezensionen fielen überwiegend positiv aus. Holger Stratmann vom Rock Hard bezeichnete das Album als „beeindruckendes, wenn auch zuweilen leicht monotones Krach-Festival“. Das Magazin Visions resümierte in seinem Review, dass das Album eine „Quelle für intelligenten, gelungen modernisierten Grindcore“ sei. Für das Onlinemagazin laut.de ist das Album das beste, was Napalm Death bis dahin veröffentlicht hat. Das Album sei „hochgradig fokussiert“ und die Produktion setze Maßstäbe.
Das Magazin Rolling Stone führte Apex Predator – Easy Meat auf ihrer Liste der 20 besten Metal-Alben im Jahre 2015.

### Charts und Chartplatzierungen
| ChartsChartplatzierungen | Höchstplatzierung | Wochen |
| ------------------------ | ----------------- | ------ |
| Deutschland (GfK)        | 36 (2 Wo.)        | 2      |
| Schweiz (IFPI)           | 64 (1 Wo.)        | 1      |